# Moses Brings Plenty
Moses J. „Mo“ Brings Plenty (* 4. September 1969 in Porcupine, Pine Ridge Indianerreservat, Süddakota) ist ein US-amerikanischer Schauspieler und Musiker indigener Abstammung.

## Leben und Karriere
Brings Plenty, ein Oglala-Lakota, wurde im Pine-Ridge-Indianerreservat im Oglala Lakota County geboren. Er ist der Onkel des verstorbenen Schauspielers Cole Brings Plenty und seit 2008 mit Sara Ann Haney-Brings Plenty verheiratet (einige Quellen nennen September 2009 als Datum der Eheschließung). Moses Brings Plenty ist ein direkter Nachfahre von Brings Plenty, einem Oglala-Lakota-Krieger, der in der Schlacht am Little Bighorn kämpfte.
Nach seiner Ausbildung studierte er Schauspiel am Blackhills Community Theatre (Improvisation) sowie am Omaha Community Theatre (u. a. Charakterstudien). Auf der Bühne war er am Rose Performing Arts Center, an der Creighton University und am Nebraska Repertory Theatre zu sehen. Daneben arbeitete er als Model für Ed Hardy, Harley-Davidson und John Yaeger.
Als Schauspieler war er anfangs in kleineren Neben- und Statistenrollen in Filmen wie Hidalgo – 3000 Meilen zum Ruhm, Halbblut und Pirates of the Caribbean zu sehen. Er wirkte danach in Dokumentationen des US-amerikanischen Bezahlfernsehsenders History Channel mit, so als Quanah Parker in Comanche Warrior, die in der Wild Horse Sanctuary in den südlichen Black Hills gedreht wurde, und er spielte die Rolle des Crazy Horse in Who Killed Crazy Horse? Er war auch in der BBC-Miniserie Der Wilde Westen – Die wahre Geschichte (Custer’s Last Stand) zu sehen.
Im Jahr 2011 spielte er in der prämierten Dokumentation Holy Man: The USA vs Douglas White und war 2015 als Stuntman für Pferdestunts im Kinofilm The Revenant – Der Rückkehrer an der Seite von Leonardo DiCaprio zu sehen. In der dritten Staffel von Deadliest Warrior auf Spike TV führte Brings Plenty als Experte Waffen und Taktiken des Oglala-Lakota-Kriegsführers Crazy Horse vor. Er war auch in einer Folge von Hell on Wheels des Senders AMC zu sehen. Außerdem wirkte er 2020 in allen sieben Folgen der historischen Miniserie The Good Lord Bird mit.
Brings Plenty spielte ab 2018 Mo in der Paramount-Pictures-Westernserie Yellowstone. Seine Rolle wuchs mit jeder Staffel und wurde schließlich in der fünften und finalen Staffel zu einem festen Bestandteil der Serie. Er arbeitete ebenfalls als Taylor Sheridans’ Koordinator für die Angelegenheiten der Ureinwohner; so arbeitete er mit den Stämmen zusammen, um sicherzustellen, dass die Sprachen und Kulturen der Ureinwohner korrekt dargestellt werden. Die beratende Tätigkeit setzte er 2022 als Produktionsberater der Fernsehserie 1923, einem Ableger von Yellowstone, fort. 2023 war er in Lawmen: Bass Reeves zu sehen.
Brings Plenty war als traditioneller indianischer Trommler, Perkussionist und Vokalist Mitglied der Band Brulé, die traditionelle indianische Trommeln und Flöten mit modernen Musikinstrumenten verband. Die Band brachte unter anderem das Album Silent Star Night heraus, das klassische Feiertagsmelodien mit indianischen Rhythmen und Klängen kombinierte. Zudem tritt er regelmäßig mit der „Many Moccasins Dance Troupe“ der Winnebago aus Nebraska auf, die moderne indianische Tänze mit Powwow-Tänzen kombiniert, und trommelt für diese. In diesem Zusammenhang trat er auch auf Wohltätigkeitsveranstaltungen wie Project Lighthouse auf, das warme Kleidung und Bettzeug für nördlichen Indianerreservate bereitstellt.
Derzeit wirkt er an der Fernsehserie The Mars Conspiracies, den Filmen The Redeemer, Topper, Buffalo Daze und der Fernsehserie Mystery Box mit. Im deutschen Sprachraum wurde Brings Plenty unter anderem von Hans-Eckart Eckhardt, Gunnar Helm, Joachim Kretzer und Thomas Schmuckert synchronisiert.

## Auszeichnungen
- 2011: Native American Film Festival Of The Southeast: „Native American Film Festival of the Southeast Award“ in der Kategorie „Best Actor“ für Holy Man: The USA vs Douglas White
- 2013: Red Nation Film Festival: Nominiert für den „Red Nation Film Award of Excellence“ in der Kategorie „Outstanding Performance by an Actor in Leading Role“ für The Cherokee Word for Water
- 2020: Satellite Awards: „Satellite Award“ in der Kategorie „Bestes Ensemble“ für The Good Lord Bird
- 2024: Western Heritage Awards: „New Horizons Award“

## Filmografie (Auswahl)
- 2007: So war der Wilde Westen (The Wild West, Miniserie, eine Folge)
- 2008: Rez Bomb
- 2010: Deadliest Warrior (Fernsehserie, eine Folge)
- 2011: Holy Man: The USA vs Douglas White
- 2011: Cowboys & Aliens
- 2012: American Experience (Dokumentation)
- 2013: The Cherokee Word for Water
- 2014: House of Cards (Fernsehserie, eine Folge)
- 2014: Hell on Wheels (Fernsehserie, 2 Folgen)
- 2016: Der Wilde Westen – Die wahre Geschichte (The American West, Miniserie, 8 Folgen)
- 2018: American Mythos (Fernsehserie, eine Folge)
- 2018: The Men Who Built America: Frontiersmen (Dokumentation)
- 2018–2024: Yellowstone (Fernsehserie, 44 Folgen)
- 2020: The Glorias
- 2020: The Good Lord Bird (Miniserie, 7 Folgen)
- 2022: Jurassic World: Ein neues Zeitalter (Jurassic World Dominion)
- 2022: The Contested Plains
- 2023: Dead Man’s Hand
- 2023: Wildfire
- 2023: Lawmen: Bass Reeves (Miniserie, eine Folge)

## Theater
- Sneaky (The Rose Performing Arts Center)
- Psst, I have something to tell you Mi Amor (Creighton University)
- Clueless and Clark (The Rose Performing Arts Center)
- Ink and Elkskin (Nebraska Repertory Theatre)